# Макаров, Иван Павлович
Иван Павлович Макаров (16.01.1927-08.05.2011) — российский учёный в области комплексного окультуривания дерново-подзолистых почв в интенсивном земледелии, академик ВАСХНИЛ (1988).

## Биография
Родился в д. Селиловичи Рогнединского района Брянской области в семье учителя.
В 1941 г. окончил Копальскую 7=летнюю школу.
Участник войны на Западном фронте в составе Косеватского партизанского отряда с января 1942 года, 10.06.1942 г. под д.Барсуки был тяжело ранен разрывной пулей в грудную клетку. Находился в партизанском госпитале, затем эвакуирован в г.Прокопьевск, в октябре 1942 года выписан с инвалидностью II группы. Окончил два курса Прокопьевского сельскохозяйственного техникума. В конце ноября 1943 года вернулся домой.
С декабря 1943 по декабрь 1944 работал участковым агрономом Рогнединской МТС. С декабря 1944 по ноябрь 1945 года служил в РККА.
- декабрь 1945 - апрель 1946 начальник районной инспекции по семенному контролю и карантину с/х растений
- апрель 1946 - октябрь 1947 второй секретарь Рогнединского РК ВЛКСМ
- октябрь 1947 - сентябрь 1948 учёба на 3 курсе Хотылевского сельхозтехникума
- сентябрь 1948 - июнь 1949 первый секретарь Рогнединского РК ВЛКСМ

Окончил Московскую сельскохозяйственную академию им. К. А. Тимирязева (1954) и аспирантуру на кафедре общего земледелия (январь 1958).
В 1958—1976 гг. в Кировском СХИ (ныне Вятская государственная сельскохозяйственная академия): и.о. доцента, зав. кафедрой общего земледелия (1958—1961), проректор по научной работе (1961), ректор (1961—1976).
С 1976 по 1983 г.  заместитель начальника, начальник Главного управления высшего и среднего с.-х. образования, член коллегии Министерства сельского хозяйства СССР.
В 1984—1990 академик-секретарь Отделения земледелия и химизации ВАСХНИЛ, в 1991—1997 главный ученый секретарь РАСХН.
С 1997 г. главный научный сотрудник ВНИИ агрохимии им. Д. Н. Прянишникова.
Доктор с.-х. наук (1976), профессор (1976), академик ВАСХНИЛ (1988, член-корреспондент с 1984). Академик Академии с.-х. наук Грузии (1997).
Разработчик теоретических и технологических основ окультуривания почв, совершенствования систем механической обработки почвы.
Заслуженный деятель науки Российской Федерации (1994). Награжден орденами Трудового Красного Знамени (1976), Дружбы народов (1987), двумя орденами «Знак Почета» (1948, 1965), орденом Отечественной войны II степени (1985), 16 медалями СССР и РФ (в т. ч. медалями «Партизану Отечественной войны» I и II степеней, 2 серебряными медалями ВДНХ, золотой медалью им. Н. В. Рудницкого (1997).
Опубликовал более 250 научных трудов, в том числе 14 книг и брошюр. Получил 2 авторских свидетельства на изобретения.
Книги:
- Обязательные агротехнические правила выращивания сельскохозяйственных культур в колхозах и совхозах Кировской области / соавт.: Е. Родин и др. — Киров, 1974. — 203 с.
- Система ведения сельского хозяйства Волго-Вятской зоны: земледелие и растениеводство / соавт.: С. Ярмоленко и др.; НИИСХ Северо-Востока. — Киров: Волго-Вят. кн. изд-во, 1976. — 352 с.
- Агроэкологические принципы земледелия / соавт: А. П. Щербаков и др. — М.: Колос, 1993. — 264 с.
- Агропромышленный комплекс России: ресурсы, продукция, экономика: стат. сб. Т. 1 / соавт.: Г. А. Романенко и др.; РАСХН. — Новосибирск, 1995. — 260 с.
- Плодородие почв и устойчивость земледелия / соавт.: В. Д. Муха. — М.: Колос, 1995. — 287 с.
- Окультуривание дерново-подзолистых почв Волго-Вятского региона России. — М., 2002. — 315 с.
- Окультуривание почв Нечернозёмной зоны. — М., 2009. — 188 с.

Жена - Макарова (Клабунова) Августа Алексеевна (1933 г.р.), врач.